# Fertomcidina U
Le informazioni riportate non sono consigli medici e potrebbero non essere accurate. I contenuti hanno solo fine illustrativo e non sostituiscono il parere medico.

## Fertomcidina U
La Fertomcidina U è una soluzione acquosa salsobromoiodica, con acido salicilico e fosfato acido di magnesio, a pH leggermente acido, che fa parte del gruppo degli antisettici specificatamente destinati all'utilizzo su cute lesa e mucosa. 

## Composizione per 100 ml di Fertomcidina U
Principi attivi:
acido salicilico 1,75 g, sodio ioduro 3,00 g 
Eccipienti:
fosfato di magnesio bibasico 2,10 g, ammonio bromuro 3,00 g, acqua bidistillata 100 ml 

## Usi clinici
Il farmaco è indicato per la disinfezione e la pulizia della cute lesa. Numerosi studi hanno dimostrato che le sue peculari azioni antibatteriche, antimicotiche, antiflogistiche e non istolesive, consentono di ottenere valide risposte in diverse patologie. La Fertomcidina U è utilizzabile nel trattamento per la disinfezione e la cicatrizzazione delle ferite, anche lacero-contuse e post-chirurgiche, nella chirurgia proctologica, nelle ulcere, anche da decubito, nelle piaghe e nelle gangrene, nelle piodermiti. Nel trattamento del piede diabetico ha dato particolari risultati nella rimozione del biofilm batterico che si sviluppa sulle ulcere, ristabilendo il pH e favorendo la riepitelizzazione.
Come collutorio nel trattamento delle tonsilliti e delle candidosi del cavo orale. Il farmaco, inoltre, è molto efficace in odontoiatria nel trattamento delle afte, dell'herpes, delle gengiviti, anche croniche di origine autoimmune, delle parodontiti, delle lesioni della cavità orale e delle terapie post-chirurgiche, nella cheilite angolare. L'utilizzo come lavanda vaginale si è dimostrato molto efficace nel trattamento della candidosi,  delle vulviti e delle vaginiti, in ginecologia è inoltre, utilizzata anche  nelle suture infiltrate (sia dopo laparotomia che epsiorrafia), in particolare nelle donne obese e diabetiche, nelle bartoliniti, negli ascessi della ghiandola di Bartolino e nelle foruncolosi. Particolare efficacia ha dimostrato nel trattamento dell'acne.

## Storia
Negli anni cinquanta, Tommaso Martini, un ricercatore presso la facoltà di Scienze Biologiche dell'Università di Roma, deposita presso l'Accademia dei Lincei "memorie scientifiche" sulle proprietà antinfiammatorie e antibatteriche dei fenoli, in particolare dell'acido salicilico e del guaiacolo. Il 16 febbraio 1957 vengono depositati presso l'Accademia dei Lincei tre plichi rispettivamente denominati "Un nuovo disinfettante", "Usi di un nuovo disinfettante", "Metodo di preparazione di una nuova sostanza": è la data di nascita della Fertomcidina U. L'originalità del nome si impose per ovviare alle spese di consultazione dell'elenco dei nomi dei disinfettanti, obbligatoria ai fini della registrazione del prodotto. Fu così che il nome del nuovo disinfettante, approvato dal Ministero della Sanità, fu modellato sulla base "tom" del nome del suo inventore.
Dal 1997 il farmaco è registrato presso il Ministero della Sanità.

## Meccanismo d'azione
Lo ioduro attivato (in presenza di ossigeno) agisce da iodoforo e, in maniera lenta e controllata, da una reazione di equilibrio, sviluppa iodo in piccole dosi, non istolesive, ma sufficiente a svolgere una forte attività germicida e fungicida. Nella Fertomcidina U lo iodio è fortemente stabilizzato e non si altera alla luce. Il lento rilascio dello iodo e l'assenza di derivati tossici, consentono di usare il farmaco molte volte al giorno e per periodi prolungati.
L'acido salicilico rafforza l'azione fungicida e battericida della soluzione conferendo inoltre una notevole azione antiflogistica. In soluzione acquosa e alle dosi utilizzate l'acido salicilico non è cheratolitico, ma anzi stimola la cheratopoiesi.
Il fosfato acido di magnesio contribuisce all'azione tampone, è lievemente emostatico e, quale eutrofico, istofilo e desensibilizzante, protegge i tessuti. Come soluzione salsobromoiodica la Fertomcidina U deterge, scioglie il muco e può così agire a diretto contatto coi tessuti e coi germi. Il suo spettro d'azione è ampio ed efficace sia contro batteri che funghi, senza il rischio di assuefazione.
Sperimentalmente ha dato buoni risultati nel trattamento locale di alcune forme virali (afta, herpes simplex, raffreddore). Nel trattamento di ferite e ulcerazioni settiche si è visto che la Fertomcidina U non solo toglie l'infezione e deterge rapidamente il pus e le parti necrotiche, ma stimola anche in maniera evidente la riparazione di tessuti e la riepitelizzazione. È stato provato che lo stimolo alla riparazione è dato dalle piccole quantità di iodio nascente sviluppate dallo ioduro, mentre lo stimolo alla riepitelizzazione è dato dall'acido salicilico, che nella Fertomcidina U agisce da cheratoplastico. Queste osservazioni hanno fatto estendere l'uso del farmaco anche alle ferite fistolizzate, ulcerazioni, piaghe, ragadi, gangrene e ustioni, portando a risultati anche su soggetti diabetici.